# Tennis Masters Cup 2007 - Singolare
Il singolare del torneo di tennis Tennis Masters Cup 2007, facente parte dell'ATP Tour, ha avuto come vincitore Roger Federer che ha battuto in finale David Ferrer con il punteggio di 6–2, 6–3, 6–2.

## Teste di serie
1. Roger Federer (campione)
2. Rafael Nadal (semifinale)
3. Novak Đoković (round robin)
4. Nikolaj Davydenko(round robin)

1. Andy Roddick (semifinale)
2. David Ferrer (finale)
3. Fernando González(round robin)
4. Richard Gasquet(round robin)

## Tabellone

### Legenda
| - Q = Qualificato - WC = Wild card - LL = Lucky loser | - ALT = Alternate - SE = Special Exempt - PR = Protected Ranking | - w/o = Walkover - r = Ritirato - d = Squalificato |

### Finale
|  | Semifinale | Semifinale    | Semifinale    | Semifinale    | Semifinale    | Semifinale | Semifinale |  |  | Finale | Finale        | Finale        | Finale        | Finale | Finale | Finale |  |
|  |            |               |               |               |               |            |            |  |  |        |               |               |               |        |        |        |  |
|  | 1          | Roger Federer | Roger Federer | Roger Federer | Roger Federer | 6          | 6          |  |  |        |               |               |               |        |        |        |  |
|  | 2          | Rafael Nadal  | Rafael Nadal  | Rafael Nadal  | Rafael Nadal  | 4          | 1          |  |  | 1      | Roger Federer | Roger Federer | Roger Federer | 6      | 6      | 6      |  |
|  | 6          | David Ferrer  | David Ferrer  | David Ferrer  | David Ferrer  | 6          | 6          |  |  | 6      | David Ferrer  | David Ferrer  | David Ferrer  | 2      | 3      | 2      |  |
|  | 5          | Andy Roddick  | Andy Roddick  | Andy Roddick  | Andy Roddick  | 1          | 3          |  |  |        |               |               |               |        |        |        |  |

### Gruppo rosso
|   |                   | Roger Federer    | Nikolaj Davydenko | Andy Roddick  | Fernando González | RR V–P | Set V–P | Game V–P | Posizione |
| 1 | Roger Federer     |                  | 6–4, 6–3          | 6–4, 6–2      | 6–3, 6(1)–7, 5–7  | 2–1    | 5–2     | 41–30    | 1         |
| 4 | Nikolaj Davydenko | 4–6, 3–6         |                   | 3–6, 6–4, 2–6 | 6–4, 6–3          | 1–2    | 3–4     | 30–35    | 3         |
| 5 | Andy Roddick      | 4–6, 2–6         | 6–3, 4–6, 6–2     |               | 6–1, 6–4          | 2–1    | 4–3     | 34–28    | 2         |
| 7 | Fernando González | 3–6, 7–6(1), 7–5 | 4–6, 3–6          | 1–6, 4–6      |                   | 1–2    | 2–5     | 29–41    | 4         |

La classifica viene stilata in base ai seguenti criteri: 1) Numero di vittorie; 2) Numero di partite giocate; 3) Scontri diretti (in caso di due giocatori pari merito ); 4) Percentuale di set vinti o di games vinti (in caso di tre giocatori pari merito ); 5) Decisione della commissione.

### Gruppo oro
|   |                 | Rafael Nadal  | Novak Đoković | David Ferrer  | Richard Gasquet | RR V–P | Set V–P | Game V–P | Posizione |
| 2 | Rafael Nadal    |               | 6–4, 6–4      | 6–4, 4–6, 3–6 | 3–6, 6–3, 6–4   | 2–1    | 5–3     | 40–37    | 2         |
| 3 | Novak Đoković   | 4–6, 4–6      |               | 4–6, 4–6      | 4–6, 2–6        | 0–3    | 0–6     | 22–36    | 4         |
| 6 | David Ferrer    | 4–6, 6–4, 6–3 | 6–4, 6–4      |               | 6–1, 6–1        | 3–0    | 6–1     | 40–23    | 1         |
| 8 | Richard Gasquet | 6–3, 3–6, 4–6 | 6–4, 6–2      | 1–6, 1–6      |                 | 1–2    | 3–4     | 27–33    | 3         |

La classifica viene stilata in base ai seguenti criteri: 1) Numero di vittorie; 2) Numero di partite giocate; 3) Scontri diretti (in caso di due giocatori pari merito ); 4) Percentuale di set vinti o di games vinti (in caso di tre giocatori pari merito ); 5) Decisione della commissione.